# Nelson Mandela
Nelson Rolihlahla Mandela (IPA xoˈliɬaɬa manˈdeːla; uitspraak in het Xhosa) (Mvezo, 18 juli 1918 – Johannesburg, 5 december 2013) was een Zuid-Afrikaans anti-apartheidsstrijder en politicus.
Vanaf 1944 was Mandela betrokken bij de strijd van het Afrikaans Nationaal Congres (ANC) tegen het apartheidsregime in Zuid-Afrika. Als leider van de militaire tak van het ANC werd hij in 1963 opgepakt en kreeg hij een levenslange gevangenisstraf opgelegd. In 1990 kwam hij vrij en werd het ANC gelegaliseerd. Samen met president F.W. de Klerk kreeg Mandela in 1993 de Nobelprijs voor de Vrede voor "hun inspanningen voor het vreedzaam einde van het apartheidsregime en het leggen van de funderingen voor een nieuw democratisch Zuid-Afrika".
Bij de eerste vrije, niet-raciale verkiezingen in 1994 werd de op dat moment 75-jarige Mandela gekozen tot president van de Republiek Zuid-Afrika. In 1999 trad hij af. In Zuid-Afrika wordt hij beschouwd als de "vader des vaderlands". Zijn bijnaam was Madiba, de naam in zijn clan voor Thembu-koningen.

## Afkomst en jeugd

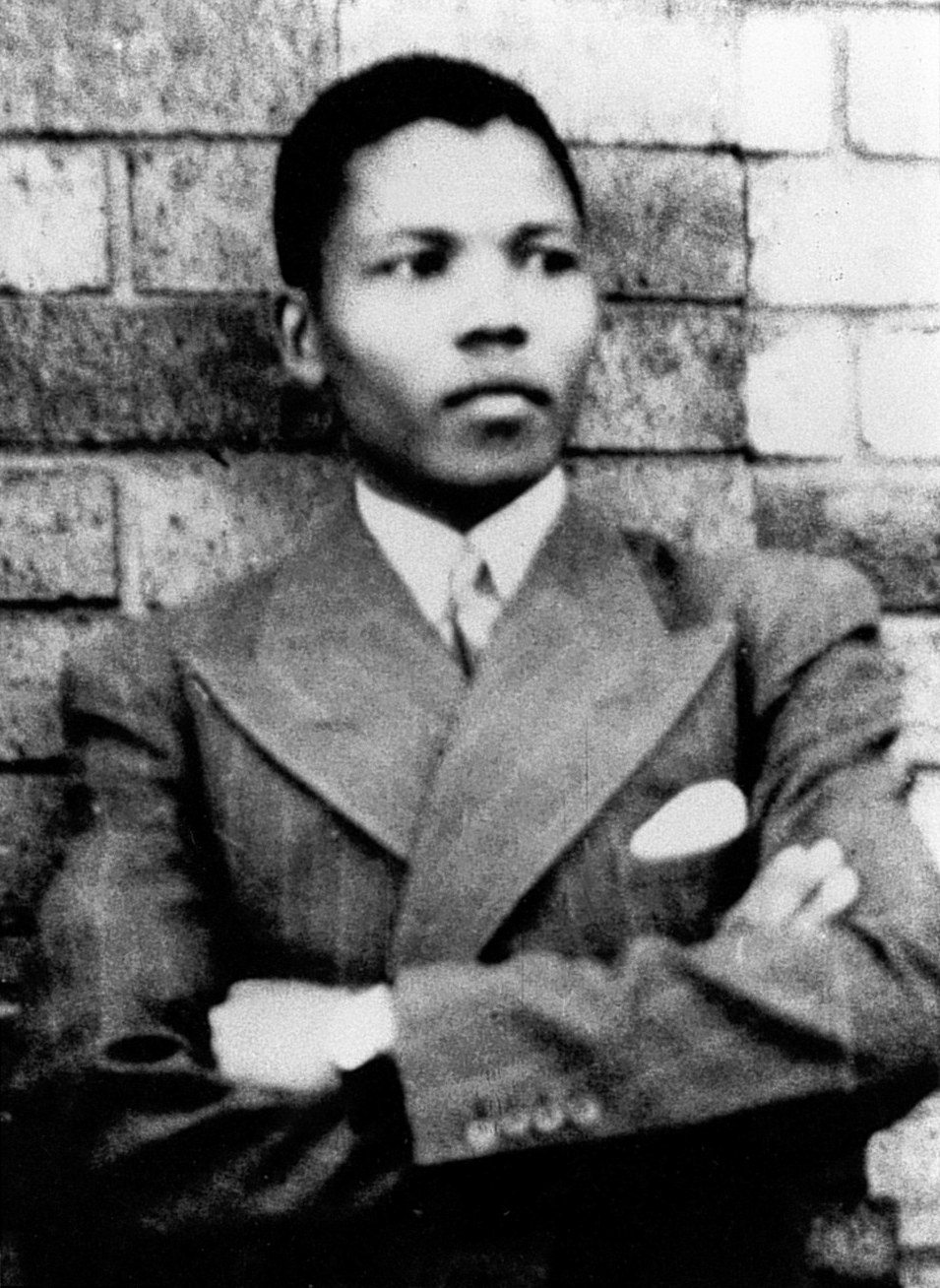
Nelson Mandela in 1937

Mandela werd geboren in Mvezo, in de toenmalige Unie van Zuid-Afrika, en groeide op in Qunu, een klein dorp vlak bij Mthatha in de Oost-Kaap. Als voornaam kreeg hij de naam Rolihlahla, dat in het Xhosa de taal van de Xhosa letterlijk 'de tak van een boom trekken' betekent en als figuurlijke betekenis 'lastpost' heeft. Hij was een lid van de Ixhiba-clan, een zijtak van de koninklijke familie Thembu, die toentertijd heerste over de regio Transkei. Zijn vader was stamhoofd Gadla Henry Mphakanyiswa. Zijn moeder Nosekeni Fanny was de derde echtgenote van zijn vader. In totaal had zijn vader vier echtgenotes, bij wie hij vier zonen en negen dochters kreeg.

### Scholing
Mandela's familie leverde vroeger adviseurs aan het hof van de koning. Zijn vader was een van hen. Mandela was het eerste lid uit de geschiedenis van zijn familie dat naar school ging. In 1927 stierf de vader van Mandela en kwam hij onder de voogdij van de regent van de Thembu. Hij kon zich inschrijven aan het College van de Universiteit van Fort Hare, wat de enige plaats was waar zwarten hoger onderwijs mochten volgen. Vanaf 1943 volgde Mandela de opleiding rechten aan de Universiteit van de Witwatersrand te Johannesburg.

## Betrokkenheid bij ANC
In 1944 raakte Mandela betrokken bij de strijd van het Afrikaans Nationaal Congres (ANC) tegen de dominantie van de blanke etnische minderheid en de segregatiepolitiek. Als advocaat volgde hij het voorbeeld van satyagraha van Mohandas Gandhi.
In augustus 1953 opende Mandela samen met zijn vriend Oliver Tambo een eigen advocatenkantoor, Mandela en Tambo, in het centrum van Johannesburg. Het was indertijd het enige door zwarten geleide advocatenkantoor in Zuid-Afrika. Het was populair bij zwarte cliënten die zich beklaagden over politiegeweld. De overheid trok de vergunning in en dwong hen te verhuizen, waardoor de clientèle afnam. Door tijdgebrek werd het kantoor uiteindelijk opgeheven.
Aangezien de resultaten van de geweldloze acties achterbleven en het ANC in 1960 verboden werd, stichtte en leidde Mandela de militaire tak van het ANC, Umkhonto we Sizwe (Speer van de Natie). Die voerde sabotageacties uit tegen militaire en publieke installaties. Mandela en andere ANC-leden hadden deze vleugel opgericht, omdat ze dachten dat geweldloos verzet zinloos was aangezien het keer op keer met geweld werd neergeslagen. De aanslagen waren op overheidseigendommen gericht en werden 's nachts uitgevoerd. Ze hadden als doel de zwarte bevolking van Zuid-Afrika ertoe te bewegen in opstand te komen om een revolutie te bewerkstelligen.
Mandela zag iedereen die zich tegen de apartheid verzette als een vriend, waarbij de huidskleur, religie of politieke achtergrond er niet toe deed.

### Bondgenoten
Mandela's ANC kreeg steun (politiek en militair) van bevrijdingsbewegingen in andere landen, met leiders als Robert Mugabe (Zimbabwe), Fidel Castro (Cuba), Yasser Arafat (Palestina) en Moammar al-Qadhafi (Libië). Mandela vergat zijn bondgenoten nooit en bleef hen vanwege hun steun steeds trouw, al kon hij hun latere gedrag soms ook wel kritiseren (Mugabe).

### Rivoniaproces
In 1961 werd Mandela verdacht van hoogverraad, maar vrijgesproken. Op 5 augustus 1962 werd hij, na een tip van de CIA, echter opnieuw gearresteerd wegens zijn gewapende strijd tegen de apartheid. Met andere ANC-leiders werd hij in 1964 veroordeeld voor het voorbereiden van een guerrilla-oorlog, met de bedoeling het apartheidsregime met geweld omver te werpen. In het zogeheten Rivoniaproces kreeg hij een levenslange gevangenisstraf opgelegd. Voordat Mandela gevangengezet werd, was hij een voorstander van een samenwerking van het ANC met de South African Communist Party (SACP), die sterk onder invloed van de toenmalige Sovjet-Unie stond.

## Gevangenschap

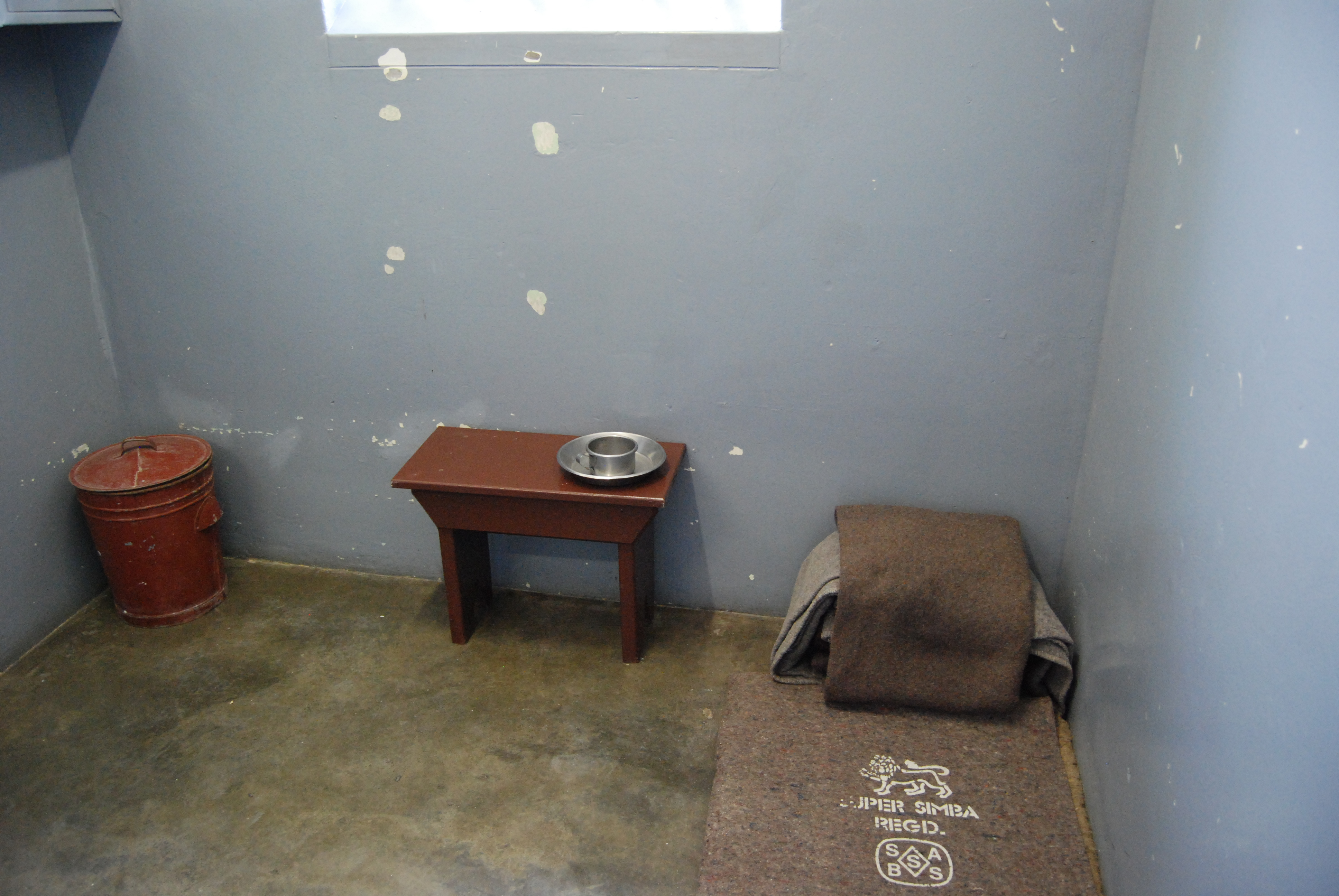
Mandela's cel op Robbeneiland.

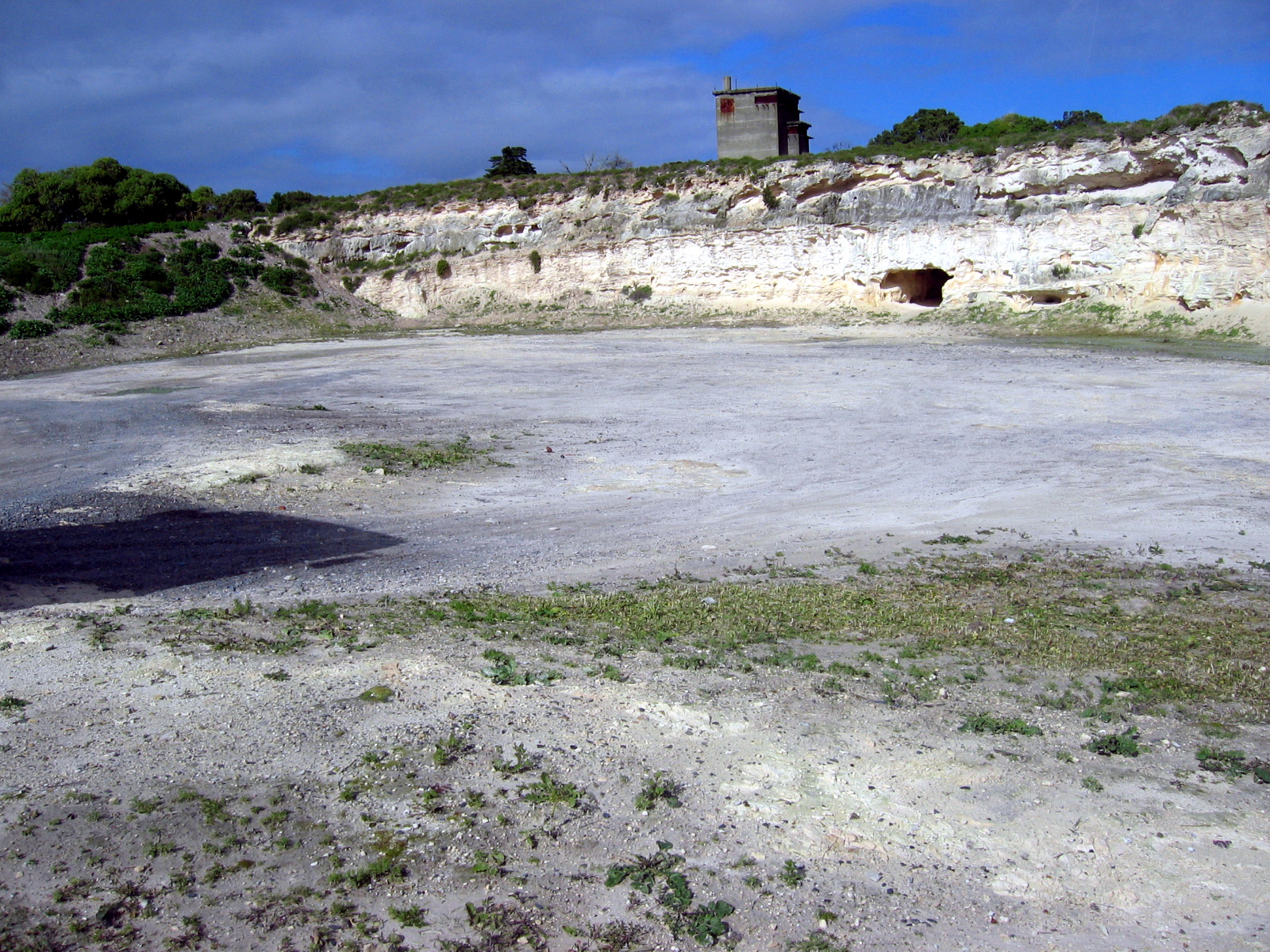
De kalkgroeve op Robbeneiland waar gevangenen dwangarbeid verrichten.

Nelson Mandela verbleef van 1964 tot 1982 in de gevangenis op Robbeneiland. Tijdens zijn gevangenschap werd de problematiek van de apartheid op internationaal niveau besproken. Mandela raakte daarbij internationaal bekend en werd het symbool van de wereldwijde antiapartheidsbeweging.
De gevangenen op het eiland werden gedwongen tot arbeid in een plaatselijke kalkgroeve. Velen kregen last van hoornvliesontsteking als gevolg van stof en het felle zonlicht dat weerkaatst werd door de witte kalk. In het begin mocht Mandela geen zonnebril dragen. Hij liep daardoor schade aan zijn ogen op en moest aan een traanbuis geopereerd worden. Tijdens het verblijf in de gevangenis en het werk in de groeve, ontstonden hechte vriendschapsbanden tussen de gevangenen. Deze spelen nog altijd een grote rol in de Zuid-Afrikaanse politiek.
De gevangenen werden gescheiden op basis van huidskleur en zwarte gevangenen ontvingen kleinere rantsoenen dan kleurlingen en Indische personen. De categorie van politieke gevangenen, waartoe Nelson Mandela behoorde, werd afgescheiden en had minder rechten. De gevangenen moesten zich met koud zeewater wassen en Mandela sliep in een cel van 2,4 bij 2,1 meter op een slaapmat.
Mandela was officieel een gevangene van 'klasse D'. Gevangenen uit deze laagste klasse hadden slechts recht op één bezoek of brief per half jaar. Althans in theorie. In praktijk werden de spaarzame brieven lang vertraagd of gecensureerd.

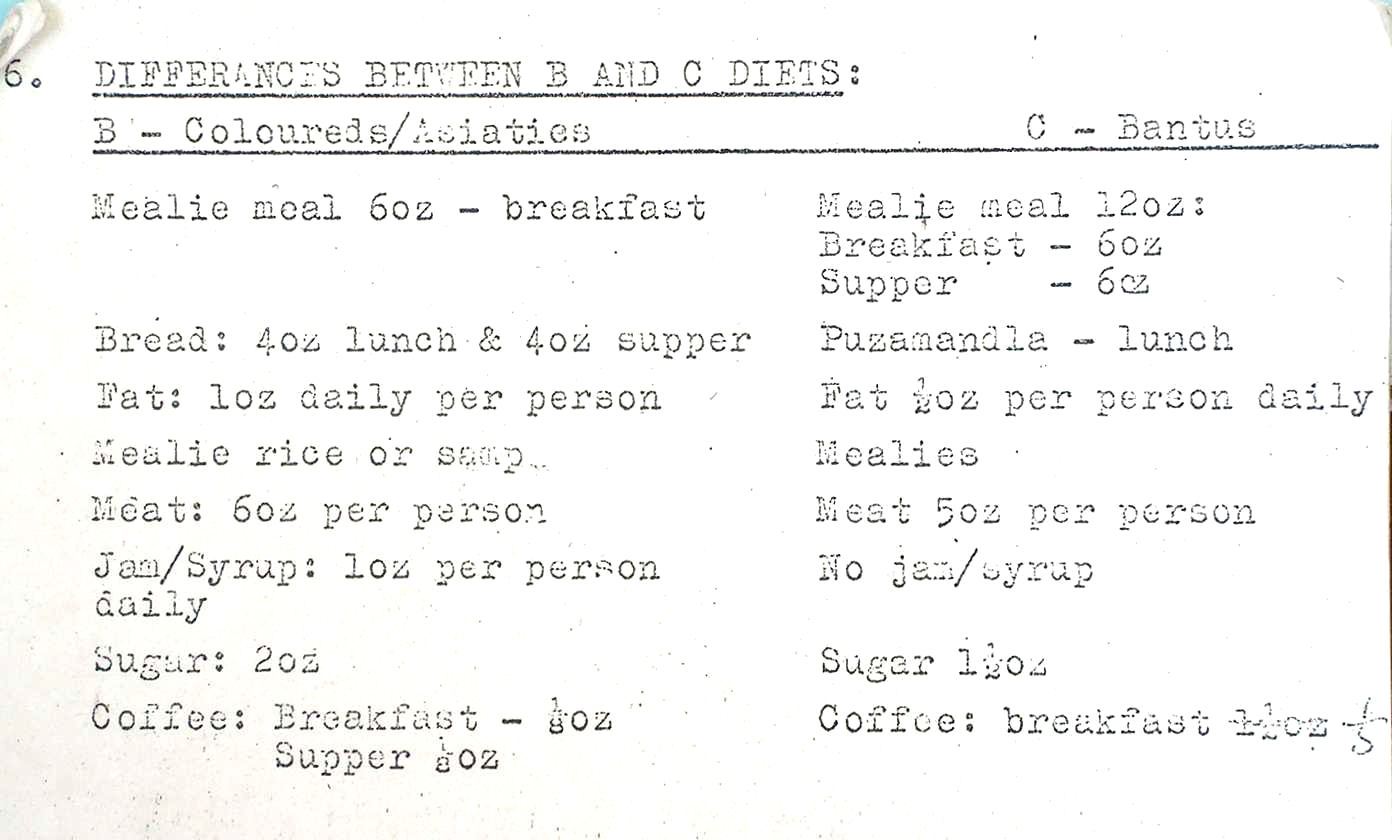
Segregatie tussen de gevangenen: zwarten ('bantus') kregen minder voedsel dan de kleurlingen en Aziaten.

### Persoonlijke ontwikkeling
Robbeneiland volstond niet om de wil van Mandela te breken. Integendeel, die bleek alleen maar toe te nemen. Volgens de getuigenis van medegevangene Ahmed Kathrada aanvaardde Mandela geen enkele voorkeursbehandeling en leidde hij alle protestacties in de gevangenis. Mandela weigerde stelselmatig om zijn (Afrikaanstalige) bewakers met "baas" aan te spreken.
Terwijl veel gevangenen weigerden met hun bewakers te praten, probeerde Mandela hun situatie te analyseren. Hij besefte dat het gedrag van de Afrikaners geleid werd door een rabiate angst. Als de zwarte bevolking aan de macht zou komen, zou dit volgens hem tot een genocide kunnen leiden. Mandela gebruikte zijn jarenlange opsluiting om de geschiedenis van de Afrikaners en hun taal, het Afrikaans, te leren. Dit stelde hem in staat hun mentaliteit te begrijpen en in dialoog te gaan. In tegenstelling tot het ANC, dat de bezetting van zuidelijk Afrika door blanken beschouwde als een moderne versie van het Europese kolonialisme, zag Mandela de Afrikaners óók als rechtmatige inwoners van (Zuid-)Afrika. Hij realiseerde zich dat hij in dezelfde situatie mogelijk dezelfde drastische beslissingen had genomen.

### Zicht op vrijlating
In 1976 ontving hij voor het eerst een delegatie van de Zuid-Afrikaanse regering. De minister van gevangenissen Jimmy Kruger stelde voor hem vrij te laten onder voorwaarde dat Mandela verhuisde naar het toenmalige thuisland Transkei. Mandela weigerde, stelde zijn eigen voorwaarden en eiste zijn vrijlating. Op 16 juni 1976 braken in de krottenwijk Soweto van Johannesburg rellen uit, een nieuwe stap in het protest en de repressie.
In 1982 werd Mandela met andere ANC-leiders overgeplaatst naar de Pollsmoor Maximum Security Prison in Tokai. Zes jaar later verhuisde hij naar de Victor Verster Prison, in de buurt van Paarl, waar hij een vrijstaande woning van een cipier kreeg toegewezen, evenals een privékok. Hij mocht veel bezoekers van buiten de gevangenis ontvangen.
In 1985 speelde ook Margaret Thatcher een rol bij het vrij krijgen van Mandela. Vanuit haar economisch liberalisme was zij eigenlijk niet zo voor apartheid , maar ze wilde het ook niet doen opheffen door internationale boycots of andere sancties. Daarom stuurde zij uiteindelijk een brief aan president Botha waarin ze schreef dat in haar opinie het vrijlaten van Mandela meer impact zou hebben dan vrijwel iedere andere handeling die Botha zou kunnen uitvoeren.
Mandela voerde vanaf 1987 in het geheim besprekingen met de minister van justitie Kobie Coetsee. In drie jaar werden elf ontmoetingen gehouden. Coetsee organiseerde vanaf mei 1988 onderhandelingen tussen Mandela en een overheidsdelegatie van vier personen. Uiteindelijk stemde de Zuid-Afrikaanse overheid ermee in dat Mandela en alle politieke gevangenen werden vrijgelaten en het ANC gelegaliseerd zou worden, op voorwaarde dat Mandela en het ANC voor altijd het geweld zouden afzweren, zouden breken met de communistische partij en zich niet zouden inzetten voor het omverwerpen van de blanke regering. Mandela weigerde dat en gaf aan dat het ANC alleen met de gewapende strijd zou stoppen, als de regering dat ook zou doen.

## Vrij man

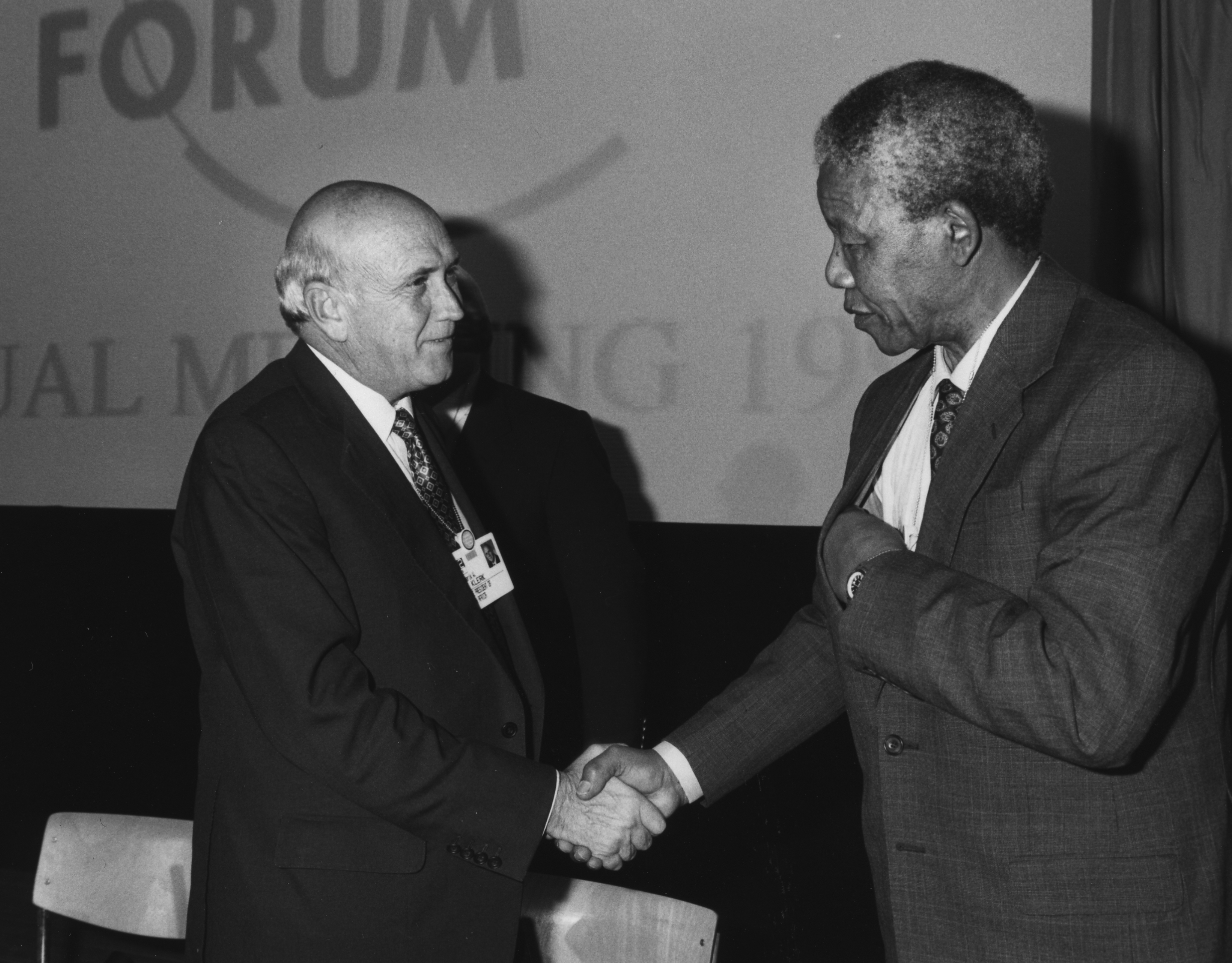
Frederik Willem de Klerk (links) en Nelson Mandela in 1992.

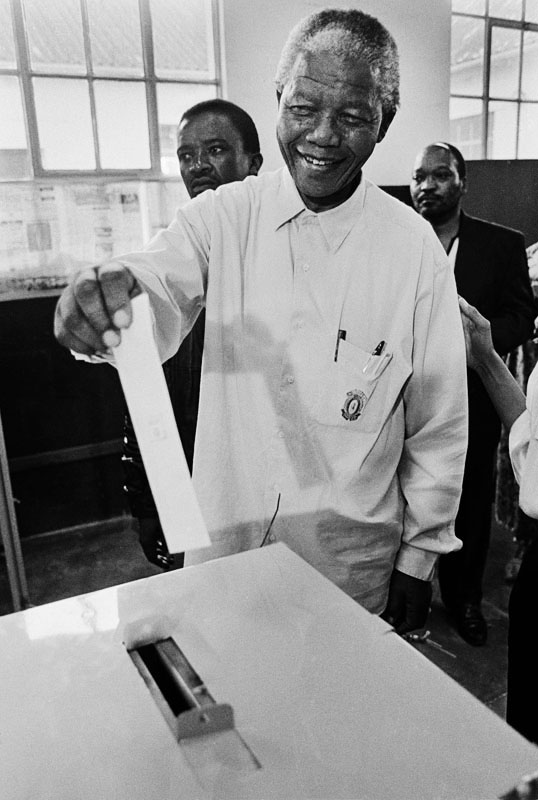
Mandela brengt zijn stem uit tijdens de parlementsverkiezingen van 1994.

### Vrijlating
Mandela's vrijlating op 11 februari 1990 geschiedde op verzoek van president Frederik de Klerk. Het zorgde wereldwijd voor opgetogenheid. Na zijn vrijlating ging Mandela meteen naar het ANC-hoofdkwartier in Kaapstad. Het verbod van het ANC werd opgeheven en Mandela werd in juli 1991 unaniem gekozen tot de nieuwe voorzitter van deze partij. Met de toenmalige regering voerde hij onderhandelingen over een zwart-blanke toekomst voor Zuid-Afrika. In september 1992 resulteerde dat in de haastige samenstelling van een tijdelijke regering die als taak had hervormingen door te voeren.
Direct na zijn vrijlating bezocht Mandela Fidel Castro. Diens Cubaanse Revolutie van 1959 was een bron van inspiratie voor hem geweest. Volgens hem had de Cubaanse steun aan Angola in de jaren zeventig en tachtig het Zuid-Afrikaanse regime verzwakt. “Wie trainde onze mensen”, vroeg Mandela retorisch aan Castro. “Wie gaf ons middelen, wie trainde onze soldaten, onze dokters? U was nog nooit in ons land. Wanneer komt u?”
Ook bezocht hij na zijn vrijlating, ondanks een verbod van de VS, kolonel Khadaffi in Libië. Khadaffi liet hem niet alleen toen anderen in het Westen dat wel deden, was zijn argument.

### Presidentschap

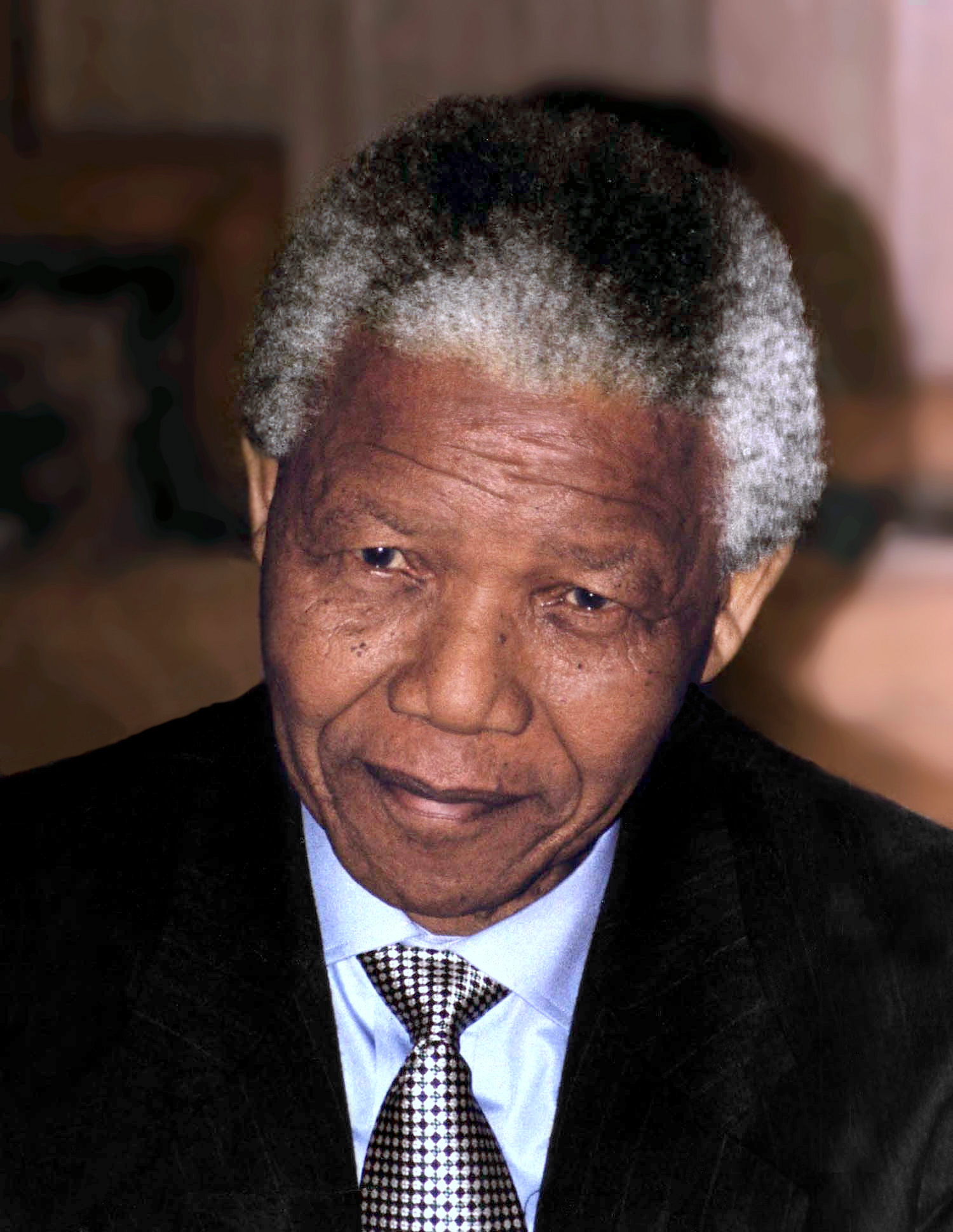
Nelson Mandela in 1994

In februari 1994 werd besloten tot het houden van vrije, niet-raciale verkiezingen in de daaropvolgende winter, om te komen tot een nationale eenheidsregering. Alle partijen die meer dan twintig zetels zouden behalen, zouden worden uitgenodigd zitting te nemen in de nieuwe regering. Mandela nodigde uiteindelijk ook partijen uit die er minder hadden gekregen.
Mandela werd op 27 april 1994, op 75-jarige leeftijd, president van Zuid-Afrika, als opvolger van De Klerk, die al een aarzelend begin had gemaakt met afschaffing van apartheidsregels. Mandela stelde met hulp van onder meer de zwarte anglicaanse aartsbisschop Desmond Tutu de Waarheids- en Verzoeningscommissie in. In december 1997 trad hij af als leider ('president') van het ANC ten gunste van Thabo Mbeki. In 1999 besloot Mandela om zich niet opnieuw verkiesbaar te stellen als president. Mbeki volgde hem op.

### Kritiek op het Westen
Mandela sprak zich herhaaldelijk kritisch uit over westerse landen. Zo verzette hij zich in 1999 heftig tegen de NAVO-interventie die leidde tot de Kosovo-oorlog. Hij noemde het een poging van machtige staten om de hele wereld te beheersen. In 2003 sprak hij zich uit tegen de plannen van de Verenigde Staten en het Verenigd Koninkrijk om Irak binnen te vallen. Mandela omschreef het als een "tragedie" en zei dat de Verenigde Staten meer verschrikkelijke misdaden begaan hadden dan welk ander land ook, daarmee refererend aan de atoombommen op Japan die aan het eind van de Tweede Wereldoorlog door de VS waren afgeworpen op Japan.
Mandela had in principe niets tegen het bestaan van Israël, dat het Apartheidsregime gesteund had, maar hij was tegen het bezet houden van Arabisch land na de Zesdaagse Oorlog van 1967. Ook was hij tegen de onvrijheid van het Palestijnse volk. Zelfbeschikkingsrecht, daar ging het hem om. Yasser Arafat noemde hij zijn “wapenbroeder” en ook zei hij: “Wij identificeren ons met de PLO”. Verder zei hij: “Wij kunnen ons niet vrij voelen zolang het Palestijnse volk niet vrij is.”

### Pensioen
Sinds zijn aftreden als president was Mandela's publieke rol symbolisch en informeel. Zo was hij onder andere medeoprichter en lid van The Elders, een raad van voormalige wereldleiders en andere prominente personen. Hij was een groot voorstander van het naar Zuid-Afrika halen van het wereldkampioenschap voetbal 2010. Voorafgaand aan de finale reed hij met zijn echtgenote een ererondje over het veld, maar wegens zijn slechte gezondheid bekeek hij de wedstrijd thuis voor de televisie.

## Privé

### Huwelijken en kinderen
Mandela is drie keer getrouwd. In 1944 trouwde hij met Evelyn Ntoko Mase. Uit dit huwelijk werden vier kinderen geboren: zoon Madiba Thembekile, die in juli 1969 omkwam bij een verkeersongeval (Mandela bevond zich toen nog in gevangenschap en kreeg geen toestemming aanwezig te zijn op de begrafenis), zoon Makgatho en twee dochters die beiden Makaziwe heetten. Hun eerste dochter overleed toen zij negen maanden oud was. Naar haar is de tweede dochter vernoemd. Het huwelijk met Evelyn eindigde in 1957 in een echtscheiding.
Mandela huwde in 1958 voor de tweede keer met Nomzamo Winifred Madikizela (Winnie Mandela), een strijdbare mensenrechtenactiviste. Uit dit huwelijk werden twee dochters geboren: Zenani en Zindziswa. Na Mandela's vrijlating in 1990 volgde al snel een reeks onthullingen over Winnies rol en die van haar privéknokploeg met de naam 'Mandela United Football Club', bij het martelen en doden van opponenten, alsook bij het ontvoeren en vermoorden in Soweto van de 14-jarige tiener James Seipei, bekend geworden onder zijn schuilnaam Stompie Moeketsi. Sommige ANC-leiders drongen er bij Mandela op aan van haar te scheiden, maar hij besloot haar trouw te blijven totdat ze door een rechtbank schuldig zou worden verklaard. Na andere onthullingen over een vermeende buitenechtelijke relatie verliet Nelson Mandela haar in 1992. De echtscheiding werd in 1996 wettelijk bekrachtigd.
Met zijn derde echtgenote, Graça Machel, trouwde Mandela op zijn tachtigste verjaardag. Zij was tevens de achtentwintig jaar jongere weduwe van de voormalige president van Mozambique, Samora Machel (1933-1986).
Op 6 januari 2005 maakte Mandela bekend dat zijn zoon Makgatho overleden was aan aids. Enkele uren na Makgatho's overlijden belegde Mandela een persconferentie om het nieuws wereldkundig te maken en aan te dringen op meer openheid over aids.

### Gezondheid
Mandela liep door een tbc-besmetting longschade op tijdens zijn gevangenschap op Robbeneiland. Zijn gezondheid bleef broos. In 2012 werd hij tweeënhalve week opgenomen in een ziekenhuis. Hij vertrok hierna uit Johannesburg naar zijn geboortedorp Qunu, waar hij in rust en vrede zijn laatste jaren wilde doorbrengen.
Eind maart 2013 werd hij tien dagen opgenomen in het ziekenhuis. Een maand lang kreeg hij bezoek van bekende politici, waaronder de Zuid-Afrikaanse president Jacob Zuma. Een zichtbaar verzwakte Mandela leek niet te beseffen wat hem overkwam. Dit leidde tot een storm van protest van de Zuid-Afrikaanse bevolking, die vond dat misbruik gemaakt werd van de politieke status van Mandela.
Begin juni 2013 werd hij opnieuw opgenomen met 'ernstige' longproblemen. Op 23 juni 2013 liet president Zuma weten dat Mandela's toestand kritiek was. Mandela verliet het ziekenhuis desondanks op 1 september 2013.

### Overlijden
Op 5 december 2013 maakte president Zuma tijdens een persconferentie bekend dat Mandela op 95-jarige leeftijd was overleden in zijn woning in Johannesburg. In Zuid-Afrika werd een periode van nationale rouw afgekondigd. Zondag 8 december werd uitgeroepen tot een landelijke 'dag van gebed en bezinning' en op 10 december was er een massale herdenkingsbijeenkomst in Soccer City bij Soweto. Mandela werd op 15 december in Qunu begraven.

## Nalatenschap

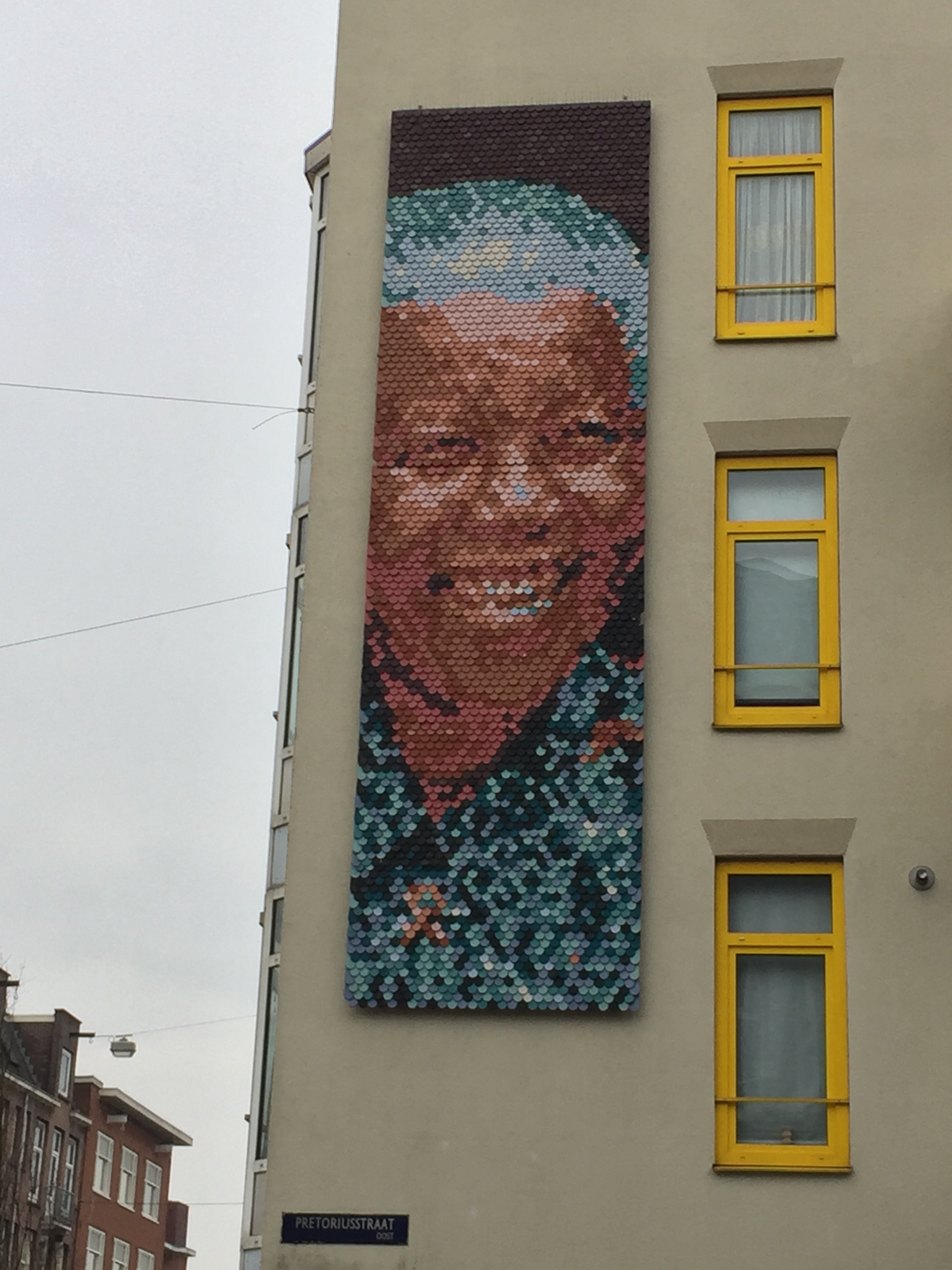
Muursculptuur. Pretoriusstraat in Amsterdam-Oost

Zijn gevangenisnummer 46664 werd jaren later het symbool voor zijn aidsbestrijdingsproject.

## Eerbetoon
In totaal ontving hij zo'n tweehonderdvijftig onderscheidingen, waaronder de Nobelprijs voor de Vrede. In eigen land was hij de drager van de Orde van Mapungubwe voor 'exceptionele en unieke' verdienste. Hij was tot zijn overlijden de enige platinadrager. In Nederland en Luxemburg kreeg Mandela de Orde van de Gouden Leeuw van Nassau.
In 1989 bracht de band Simple Minds de single Belfast Child uit met op de B-kant het nummer Mandela Day. Op 11 juni 1988 hebben ze dit nummer live in het Wembley stadium in Londen gespeeld tijdens het Nelson Mandela 70th Birthday Tribute.

### Publicaties
- De lange weg naar de vrijheid, de autobiografie van Nelson Mandela. Er is ook een ingekorte versie.
- In gesprek met mijzelf, ook een autobiografie.
- Nelson Mandela & Jennifer Crwys-Williams: Laat vrijheid regeren. A.W. Bruna Uitgevers, Utrecht, 1998. ISBN 90-229-8401-X

### In populaire media

#### Films
- Dennis Haysbert speelde Mandela in de film Goodbye Bafana uit 2007.
- Morgan Freeman speelde Mandela in de film Invictus uit 2009.
- Idris Elba speelde Mandela in de biografische film Mandela: Long Walk to Freedom die in 2013, een week voor het overlijden in de bioscoop uit kwam.

#### Muziek
- Free Nelson Mandela was een single van The Specials die in 1984 uitkwam.
- They Want To Be Free was een single die Joe Smooth voor CNN maakte naar aanleiding van zijn vrijlating.

#### Twitter
Oud Amerikaans president Barack Obama reageerde met een citaat van Mandela via Twitter op hevig geweld in Charlottesville in augustus 2017:

Niemand wordt geboren met haat voor een persoon met een andere huidskleur, achtergrond of geloof. Een mens leert haten, en als we kunnen leren om te haten dan kunnen we ook leren om lief te hebben. Want liefde is een natuurlijker aspect voor de mens dan haar tegenpool.